# 小行星25376
小行星25376（25376 Christikeen）是一颗绕太阳运转的小行星，为主小行星带小行星。该小行星于1999年10月19日发现。

## 轨道参数
小行星25376的轨道半长轴为362 107 339 km，2.4205036 UA，离心率为0.127。